# Coronis (mitologie)
Coronis era o nimfă în mitologia greacă, una dintre surorile Hyade.
1. 1 2  RSKD / Atlas (ii)[*] Verificați valoarea |titlelink= (ajutor)